# Alluaudia comosa
Alluaudia comosa es una especie de planta con flores perteneciente al género Alluaudia, dentro de la familia Didiereaceae. Es endémica del sur y el suroeste de Madagascar.

## Descripción

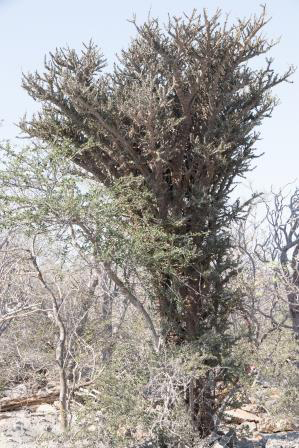
Forma típica de cepillo

Alluaudia comosa es un árbol suculento que crece como un arbusto densamente espinoso y ramificado, pudiendo llegar a medir de 2 a 6 m de altura. Tiene una silueta distintiva, fácilmente reconocible, con un tronco leñosos corto y ramas densas que terminan en una copa plana, en forma de cepillo.
Las espinas son de color gris y solitarias. Tienen redondeada la base y miden de 1,5 a 3,5 cm de largo. Las hojas son carnosas y pueden estar solas o por parejas, dispuestas sobre un peciolo corto. Tienen una forma redondeada, de 1 a 2,2 cm de largo y 1 mm de ancho. Siempre mueren al comienzo de la estación seca.  

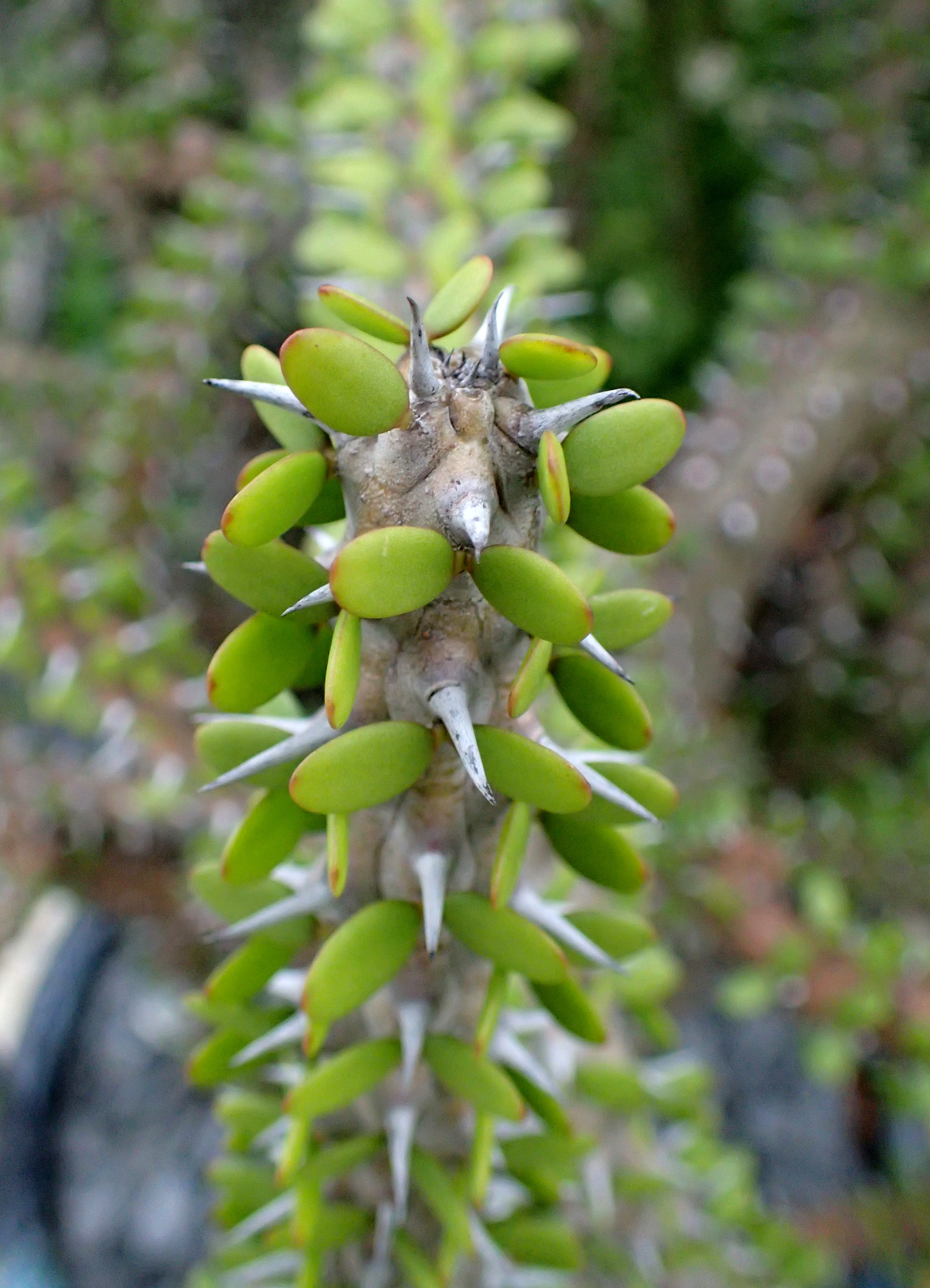
Detalle de las hojas redondeadas

Las flores son blancas y aparecen recogidas en "paraguas" de 5 a 10 flores individuales. Los estambres son brillantes, de color rojo carmín. Los frutos son ovoides-aplanados, de unos 2-2,5 cm de largo y unos 1,6 cm de diámetro. Los frutos son aplanados y en forma de huevo, de 20-25 mm de largo y 16 mm de diámetro.

## Distribución y hábitat
El área de distribución nativa de esta especie es el sur y el suroeste de Madagascar y crece principalmente en biomas desérticos o de matorrales secos, por lo que tolera muy bien a la sequía.

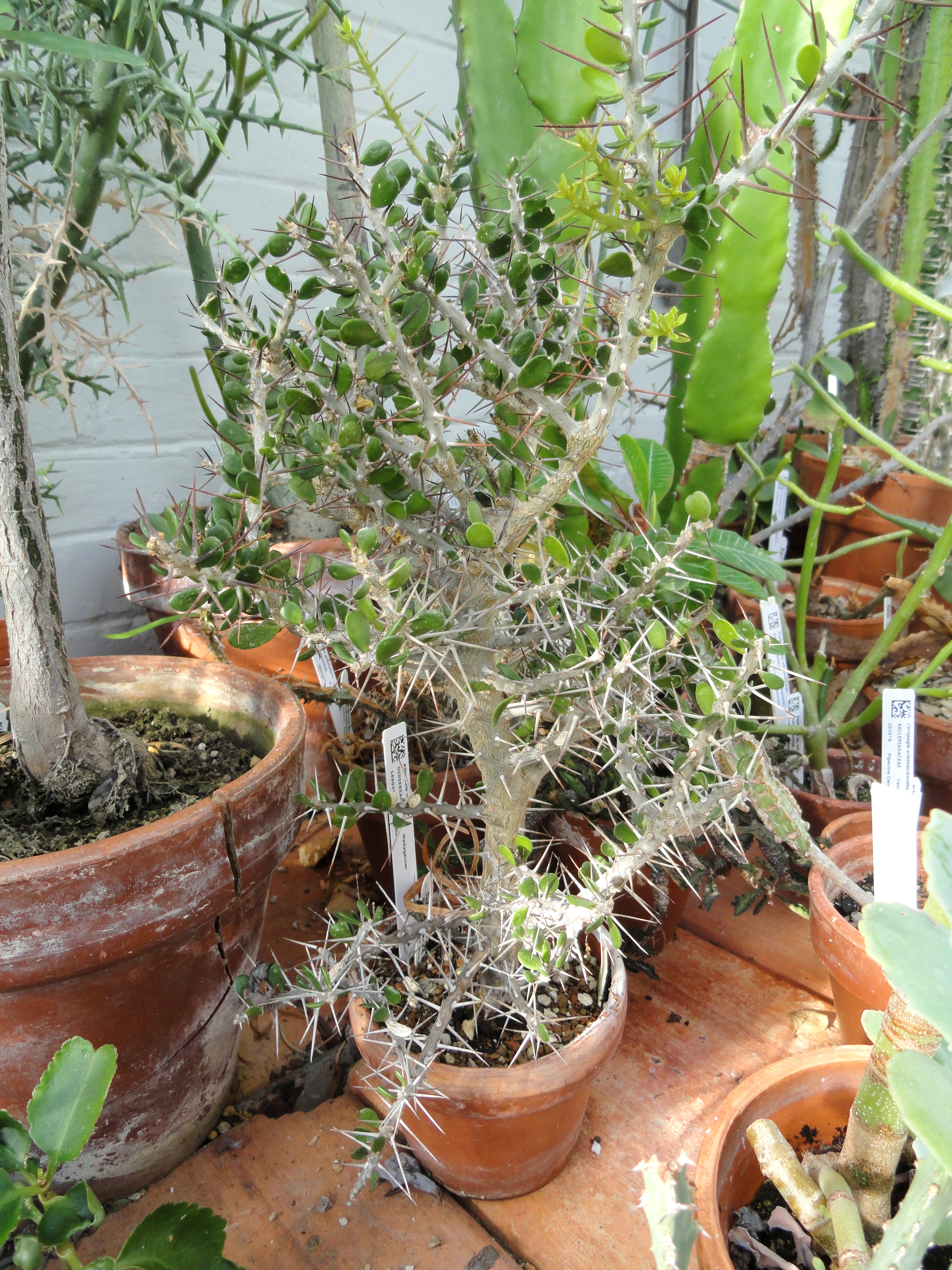
Cultivo en maceta

## Taxonomía
La primera descripción de esta especie fue como Didierea comosa, publicada en 1903 por el botánico francés Emmanuel Drake del Castillo en la revista científica Comptes Rendus Hebdomadaires des Séances de l'Academie des Sciences 133: 241.
Más tarde, el propio Emmanuel Drake del Castillo trasladó la especie al género Alluaudia, pasando a llamarse Alluaudia comosa. Registró estos cambios en la revista científica Bulletin du Muséum d'Histoire Naturelle (París) 9: 37, publicada en 1903.
Etimología
- Alluaudia: nombre genérico otorgado en honor al zoólogo y naturalista Charles Alluaud (1861–1949).
- comosa: epíteto específico latino que significa 'peludo' o 'frondoso', haciendo referencia a su apariencia.[5]

## Estado de conservación
En la Lista Roja de Especies Amenazadas de la UICN, la especie está clasificada como “Vulnerable (VU)”.

## Usos
Alluaudia comosa se cultiva principalmente como planta ornamental, y en el medio natural, es un buen indicador de la presencia de cal en el suelo.